# Anthony Coucheron
Anthony Coucheron, född [16??] i Nederländerna, död 1689 var en ingenjör och officer i norsk tjänst. Coucheron verkade aktivt för en förstärkning av en rad norska befästningar. Coucheron förde till sin död befälet över Akershus fästning.